# Manili
Manuel Ruiz Regalo, apodado Manili (Cantillana, provincia de Sevilla, 25 de febrero de 1952), es un torero español.
Tomó su apodo Manili del legendario matador de toros Manuel Muñoz  (????-2009), nacido en Villanueva del Río y Minas, provincia de Sevilla.

## Trayectoria
Debutó en público en el año 1973, su presentación en Madrid como novillero tuvo lugar en 1975.
Tomó la alternativa en Sevilla el 24 de abril de 1976, apadrinado por Curro Romero, con Palomo Linares de testigo, lidiando al toro "Cantaor" de la ganadería de Martín Berrocal. 
La confirmó el 24 de abril de 1978, apadrinado por José Luis Galloso, con Julio Robles de testigo, lidiando al toro "Tazón" de la ganadería de Samuel Flores. Dio 2 vueltas al ruedo.
En la Maestranza de Sevilla salió por la Puerta del Príncipe el 24 de abril de 1983 con toros de Miura. 
También salió por la Puerta Grande de la plaza de toros de Las Ventas en Madrid el 17 de mayo de 1988 después de una gran actuación ante toros muy serios y de gran movilidad pertenecientes a la ganadería de Miura en la Feria de San Isidro.
Era conocido como el Tigre de Cantillana.